# جيمي أوين
جيمي أوين (بالإنجليزية: Jimmy Owen)‏ (1 يناير 1864 بمانشستر في المملكة المتحدة - ) هو لاعب كرة قدم بريطاني (وحمل سابقاً جنسية المملكة المتحدة لبريطانيا العظمى وأيرلندا) في مركز الهجوم. لعب مع بورت فايل وستوك سيتي.